# گروه سانینگ اپلاینس
گروه سانینگ اپلاینس (انگلیسی: Suning Appliance Group) شرکت املاک چینی است، که در سال ۱۹۹۹ تأسیس شد.